# .na
.na je internetová národní doména nejvyššího řádu pro Namibii.